# Club Roeselare (9360)
Club Roeselare is een Belgische voetbalclub uit Roeselare. De club is aangesloten bij de KBVB met stamnummer 9360 en heeft wit, zwart en rood als kleuren. De club ontstond in het jaar 2000, na het verdwijnen van het vroegere KFC Roeselare in fusieclub KSV Roeselare.

## Geschiedenis
In 1910 was in de stad Football Club Roeselare opgericht. Deze verdween in de Eerste Wereldoorlog, maar werd in 1923 heropgericht. Deze club was aangesloten bij de KBVB metstamnummer 286 en speelde in haar bestaan meer dan twee decennia in de nationale reeksen, met zelfs meerdere jaren Derde Klasse. In de stad speelde echter ook KSK Roeselare, bij de voetbalbond aangesloten met stamnummer 134. Deze club speelde bijna heel haar bestaan in de nationale reeksen. Eind jaren 90 steeg KSK weer naar Tweede Klasse; KFC Roeselare daarentegen eindigde in 1999 op een degradatieplaats in Derde Klasse. Om de krachten te bundelen beslisten beide clubs in 1999 om samen te gaan. De nieuwe fusieclub werd KSV Roeselare gedoopt, en ging verder onder stamnummer 134 van KSK en ging spelen op Schiervelde, in het stadion van KSK. KFC Roeselare en stamnummer 286 verdwenen.
Voor veel supporters betekende het verdwijnen van Club Roeselare echter een verlies. Een nieuwe club werd in 2000 opgericht onder impuls van een aantal supporters en oud-bestuursleden. Men sloot zich aan bij de Belgische Voetbalbond. De club ging van start op het allerlaagste niveau, Vierde Provinciale, en ging spelen op een terrein in Rumbeke. Onder leiding van trainer Johny Thio haalde men zelfs al direct een plaats in de eindronde.
Het jaar erop kende nieuwe club nog meer succes. Club Roeselare werd kampioen en steeg zo naar Derde Provinciale in 2002. Dit seizoen nam Club terug intrek in zijn oude getrouwe Rodenbachstadion, waar FC Roeselare al die jaren al had gespeeld. Onder trainer Francky Van Hove bleef Club ook de volgende jaren succesvol. In 2003 speelde men immers kampioen in Derde Provinciale en in 2004 werd men kampioen in Tweede Provinciale, de derde kampioenstitel op rij. Vier jaar na de heroprichting was Club Roeselare zo opgeklommen tot op het hoogste provinciale niveau. De club bleef zich er de volgende jaren handhaven. Daarenboven keerde de club terug naar het oude vertrouwde Rodenbachstadion. Van Hove nam in 2007 afscheid van de club en werd er opgevolgd door speler-trainer Florian Frunza. In 2008 werd Florin Frunza vervangen door de Nederlander Henk Houwaart. Een van de nieuwe spelers dat seizoen was Christian Bouckenooghe, die meer dan 30 wedstrijden speelde als Nieuw-Zeelands international. In het seizoen kwam Francky Van Hove terug als trainer.
Na 10 jaar, slaagde Club Roeselare, onder de leiding van interimcoach Steve Ost, erin om terug te promoveren naar eerste provinciale.  Vanaf het seizoen 2024-2025 komen ze dus terug uit in de hoogste provinciale reeks.

## Resultaten
| Seizoen | Klasse | Klasse | Klasse | Klasse | Klasse | Klasse | Klasse | Reeks                                                    | Punten                                                   | Opmerkingen                                              |
|         | I      | I      | II     | III    | IV     | P.I    | P.II   |                                                          |                                                          |                                                          |
| ------- | ------ | ------ | ------ | ------ | ------ | ------ | ------ | -------------------------------------------------------- | -------------------------------------------------------- | -------------------------------------------------------- |
| 2004/05 |        |        |        |        |        | 11     |        | Eerste prov. W.-Vl.                                      | 33                                                       |                                                          |
| 2005/06 |        |        |        |        |        | 6      |        | Eerste prov. W.-Vl.                                      | 47                                                       |                                                          |
| 2006/07 |        |        |        |        |        | 9      |        | Eerste prov. W.-Vl.                                      | 40                                                       |                                                          |
| 2007/08 |        |        |        |        |        | 11     |        | Eerste prov. W.-Vl.                                      | 37                                                       |                                                          |
| 2008/09 |        |        |        |        |        | 11     |        | Eerste prov. W.-Vl.                                      | 38                                                       |                                                          |
| 2009/10 |        |        |        |        |        | 12     |        | Eerste prov. W.-Vl.                                      | 32                                                       |                                                          |
| 2010/11 |        |        |        |        |        | 12     |        | Eerste prov. W.-Vl.                                      | 34                                                       |                                                          |
| 2011/12 |        |        |        |        |        | 5      |        | Eerste prov. W.-Vl.                                      | 49                                                       |                                                          |
| 2012/13 |        |        |        |        |        | 13     |        | Eerste prov. W.-Vl.                                      | 30                                                       |                                                          |
| 2013/14 |        |        |        |        |        | 15     |        | Eerste prov. W.-Vl.                                      | 4                                                        |                                                          |
| 2014/15 |        |        |        |        |        |        | 8      | Tweede prov. W.-Vl. B                                    | 43                                                       |                                                          |
| 2015/16 |        |        |        |        |        |        | 5      | Tweede prov. W.-Vl. A                                    | 51                                                       |                                                          |
|         | 1A     | 1B     | 1Am    | 2Am    | 3Am    | P.I    | P.II   | Vanaf 2016-17 zijn er 3 nationale en 2 regionale niveaus | Vanaf 2016-17 zijn er 3 nationale en 2 regionale niveaus | Vanaf 2016-17 zijn er 3 nationale en 2 regionale niveaus |
| 2016/17 |        |        |        |        |        |        | 6      | Tweede prov. W.-Vl. A                                    | 48                                                       |                                                          |
| 2017/18 |        |        |        |        |        |        | 8      | Tweede prov. W.-Vl. A                                    | 44                                                       |                                                          |
| 2018/19 |        |        |        |        |        |        | 12     | Tweede prov. W.-Vl. A                                    | 34                                                       |                                                          |
| 2019/20 |        |        |        |        |        |        | 8      | Tweede prov. W.-Vl. B                                    | 37                                                       | stopgezet wegens Corona                                  |
| 2020/21 |        |        |        |        |        |        | -      | Tweede prov. W.-Vl. A                                    | -                                                        | Seizoen geschrapt wegens Corona                          |
| 2021/22 |        |        |        |        |        |        | 5      | Tweede prov. W.-Vl. A                                    | 44                                                       |                                                          |
| 2022/23 |        |        |        |        |        |        | 6      | Tweede prov. W.-Vl. B                                    | 52                                                       |                                                          |
| 2023/24 |        |        |        |        |        |        | 4      | Tweede prov. W.-Vl. B                                    | 50                                                       | Promotie na winst in de eindronde                        |
| 2024/25 |        |        |        |        |        | 11     |        | Eerste prov. W.-Vl.                                      | 32                                                       |                                                          |
| 2025/26 |        |        |        |        |        |        |        | Eerste prov. W.-Vl.                                      |                                                          |                                                          |

## Bekende oud-spelers
Niels Verburgh